# Лусиано, Эдер
Э́дер Лусиа́но (порт.-браз. Éder Luciano), более известный как Эди́ньо (порт.-браз. Edinho; 31 мая 1982) — бразильский футболист, нападающий клуба «Макаэ».

## Биография
Эдиньо начал играть в футбол в команде «Кашуэйру» в 2001 году. Сменив ряд команд в Бразилии, Корее, Болгарии и Португалии, в 2008 году полузащитник попал в Иран, став игроком команды «Мес». Через три сезона переехал «Шарджу». В 2013 году вернулся в «Мес». В 2014—2016 годах выступал за другой иранский клуб, «Трактор Сази», с перерывом в сезоне 2015/16, когда Лусиано выступал за катарскую «Ас-Сайлию».
«Ближневосточный» этап в карьере Эдиньо завершился в 2017 году. Футболист вернулся на родину, где провёл сезон в команде «Деспортива Ферровиария». С февраля 2018 года является игроком участника Серии D «Макаэ».

## Достижения
- Вице-чемпион Ирана (1): 2014/15
- Финалист Кубка Ирана (2): 2013/14, 2016/17
- Вице-чемпион ОАЭ (1): 2012/13